# João Paulo Borges Coelho
Pour les articles homonymes, voir Coelho.
João Paulo Constantino Borges Coelho, né en 1955 à Porto, est un historien, un enseignant et un écrivain mozambicain, professeur à l'université Eduardo Mondlane de Maputo. C'est l'une des grandes figures de la fiction en langue portugaise, également auteur de bandes dessinées et de romans graphiques.

## Biographie
Son père est Portugais, originaire de la province Trás-os-Montes et Haut Douro, et sa mère Mozambicaine. La famille part s'installer au Mozambique, où il fait ses études et dont il acquiert la nationalité.
João Paulo Constantino Borges Coelho est titulaire d'un doctorat d'histoire économique et sociale obtenu à l'université de Bradford au Royaume-Uni.Il est spécialiste des guerres coloniale et civile au Mozambique, auteur de nombreux articles scientifiques, et enseigne l'histoire contemporaine du Mozambique et de l'Afrique australe à l'université Eduardo Mondlane.

## Publications
Le Mozambique est la toile de fond principale de toutes ses œuvres de fiction.
- As Duas Sombras do Rio, 2003
- As Visitas do Dr. Valdez, 2004
- Índicos Indícios I. Setentrião, 2005.
- Índicos Indícios II. Meridião, 2005.
- Crónica da Rua 513.2, 2006
- Campo de Trânsito, 2007.
- Hinyambaan, 2008
- O Olho de Hertzog, 2010
- Cidade dos Espelhos, 2011
- Rainhas da Noite, 2013
- Água – Uma novela rural, 2016
- Ponta Gea, 2017
- Crônica da Rua 513.2, 2020. ed.Kapulana, 316 pp.[7]

## Distinctions
- 2005 (décerné 28 mars 2006) : Prix José Craveirinha de littérature pour son livre As Visitas do Dr. Valdez[4].
- 2009 : prix LeYa (pt) pour son roman O Olho de Hertzog[8].
- 2012 : Doctorat honoris causa à l'université d'Aveiro[9].